# Саппороська сільськогосподарська школа
Саппороська сільськогосподарська школа (яп. 札幌農学校, さっぽろのうがっこう, саппоро ноґакко) — японська спеціальна аграрна школа в місті Саппоро префектури Хоккайдо. Заснована 1872 року в Токіо як Тимчасова школа Відділу освоєння півночі. 1875 року перенесена до Саппоро, 1876 року перейменована на Саппороську сільськогосподарськау школу. Очолювалася американцем Вільямом Смітом Кларком, який сповідував ідеї американського євангелізму й сприяв їхньому поширенню в стінах закладу. 1918 року реорганізована у Хоккайдоський університет. Випускниками школи були такі суспільні діячі як Утімура Кандзо і Нітобе Інадзо. 